# Insoo Kim Berg
Insoo Kim Berg (* 25. Juli 1934 in Korea; † 10. Januar 2007 in Milwaukee) war eine US-amerikanische Psychotherapeutin, die großen Einfluss in den Bereichen Therapie, Beratung, Supervision und Coaching hatte. Insoo Kim Berg kam in jungen Jahren in die USA und gründete – gemeinsam mit ihrem Mann Steve de Shazer – 1978 das Brief Family Therapy Center, kurz BFTC, in Milwaukee. Beide gelten als Pioniere des Solution Focused Approach beziehungsweise der lösungsfokussierten Kurzzeittherapie, die zu einem wesentlichen Bestandteil der systemischen Therapie wurde.  Steve de Shazer ist im September 2005 in Wien verstorben, Insoo Kim Berg 16 Monate danach. Das BFTC musste im Dezember 2007 geschlossen werden.

## Werke
Auswahl von Veröffentlichungen (in deutscher Übersetzung)
- Familien-Zusammenhalt(en). Ein kurz-therapeutisches und lösungs-orientiertes Arbeitsbuch. Modernes Lernen, Dortmund 1998, ISBN 3-8080-0360-X
- Lösungen Schritt für Schritt. Handbuch zur Behandlung von Drogenmißbrauch. Modernes Lernen, Dortmund 1999, ISBN 3-8080-0440-1
- Lösungen (er-)finden. Das Werkstattbuch der lösungsorientierten Kurztherapie. Modernes Lernen, Dortmund 2002, ISBN 3-8080-0398-7
- (zusammen mit Peter Szabó): Kurz(zeit)coaching mit Langzeitwirkung. Borgmann Media, Dortmund 2006, ISBN 978-3-938187-29-6
- Kurzzeittherapie bei Alkoholproblemen. 6. Auflage. Carl Auer, Heidelberg 2007, ISBN 978-3-89670-581-5
- (zusammen mit Therese Steiner): Handbuch Lösungsorientiertes Arbeiten mit Kindern. 3. Auflage. Carl Auer, Heidelberg  2008, ISBN 978-3-89670-478-8